# 徳島県道158号貞光停車場線
徳島県道158号貞光停車場線（とくしまけんどう158ごう さだみつていしゃじょうせん）は、徳島県美馬郡つるぎ町を通る一般県道である。

## 概要
徳島県道の中では最短である。

### 路線データ
座標一覧
- 起点：徳島県美馬郡つるぎ町貞光馬出（JR四国徳島線貞光駅）
- 終点：徳島県美馬郡つるぎ町貞光西山（徳島県道126号半田貞光線交点）
- 距離：0.039km[1]

## 歴史
- 1920年（大正9年）4月16日 - 徳島県道貞光停車場線として初認定
- 1959年（昭和34年）1月31日 - 徳島県道剣山貞光停車場線が徳島県道123号一宇貞光停車場線に。
- 1969年（昭和44年）4月15日 - 徳島県道貞光停車場線に変更。
- 1972年（昭和47年）3月10日 - 現在の徳島県道158号貞光停車場線に。

## 地理

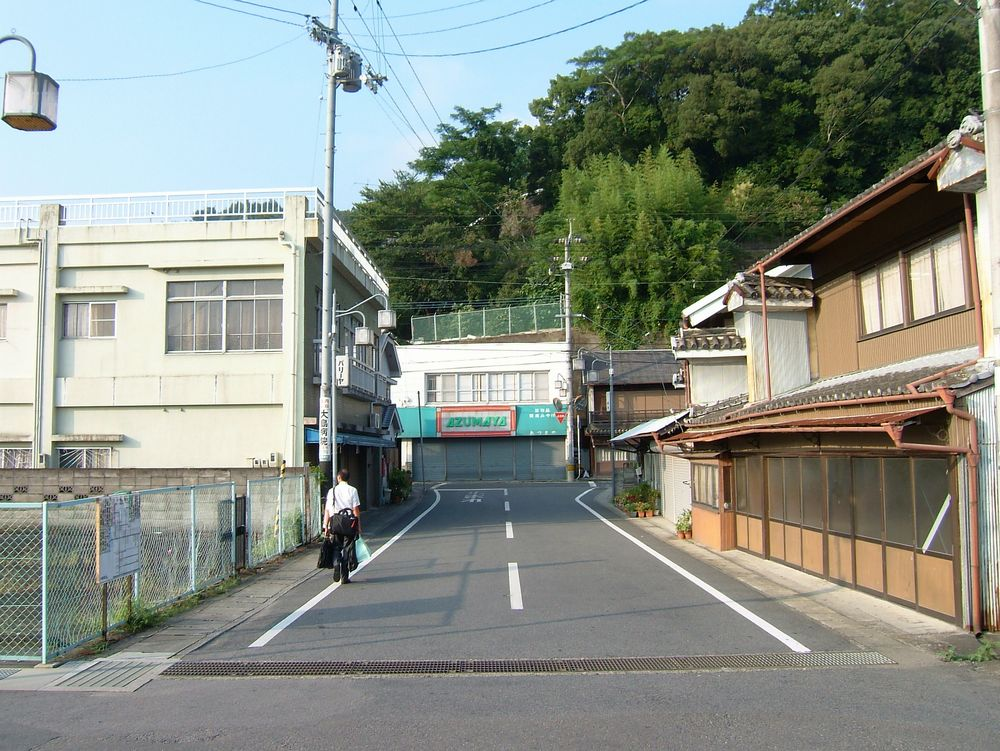
徳島県道158号全景。手前が起点、奥の交差点が終点

### 通過する自治体
- 徳島県
  - 美馬郡つるぎ町

### 交差する道路
| 交差する道路            | 交差する場所 | 交差する場所 |
| ----------------------- | ------------ | ------------ |
| 徳島県道126号半田貞光線 | 貞光西山     | 終点         |

### 沿線
- JR四国徳島線 貞光駅